# الحصاحيصا
الحَصَاحِيصَا  مدينة تقع في ولاية الجزيرة بوسط السودان على الضفة الغربية لنهر النيل الأزرق على ارتفاع 401 متر (1316 قدم) فوق سطح البحر، وتبعد عن الخرطوم عاصمة السودان بحوالي 121 كيلومتر (75 ميل) في اتجاه الشمال الغربي، وعن مدينة واد مدني حاضرة الولاية 46 كيلومتر (28 ميل) تقريباً، وتقابلها على الضفة الشرقية للنهر مدينة رفاعة. وتتميز الحصاحيصا بوقوعها في منطقة عمرانية وزراعية وصناعية كبرى حيث تتوسط مشروع الجزيرة الشهير على الطريق الرابط بين شرق السودان والخرطوم.

## معنى الاسم وسبب التسمية به
ذُكر في أصل التسمية بأن افراد قبيلة الدباسين الذين كانوا يمارسون الزراعة والرعي ويجوبون المنطقة، هم أول من أطلق هذا الاسم على موقع الحصاحيصا عندما حلوا به ووجوده خالياً من حشرة الأرضة، على خلاف المناطق الأخرى التي مرّوا بها ولكنه مليء بالحصباء فآثروا المكوث فيه وقالوا «حَصَاحِصتنا هذه أفضل لنا »، للدلالة على طبيعة الأرض الجيولوجية

وهذا يعني أن اللفظ مشتق أصلاً من «الحصى»، الحصباء، أو القطع الصخرية الصغيرة. ويرادف اللفظ الحصاحيصا بالتالي أرض الحصى. ولعل الرواية التي قد تكون أكثر قبولاً هي التي تقول بأن الحصاحيصا لفظ مشتق من كلمة «الحَصْحَاصْ» باللهجة العربية السودانية وهو قطع الصخر الدقيق والحِصيحِيصَة (أو الحَصاحِيصة بعد تحوير اللفظ) هي الَحصْحَاصة الصغيرة وهو أيضاً الأرض المليئة بالحصحاص، وسميّ المكان كذلك لكثرة قطع الصخور الدقيقة فيه والذي تشتهر به المنطقة وقد استخدم كثيراً في تشييد الجسور والقناطر في مشروع الجزيرة بالسودان.

## التاريخ

### النشأة
تأسست الحصاحيصا كمنطقة استيطان بشري في العهد التركي المصري في السودان من قبل قبيلة الدباسين وبدأت نواتها الأولى في منطقة القبور القديمة (الحالية) ثم توسعت إلى موقع الحي الشرقي اليوم، مؤسسها هو الفكي زوين، وهو من أعيان قبيلة الدباسين وواحد من فقهاء السلطنة الزرقاء وقد وفد مع أهله إلى المنطقة ليستقر فيها،

### الثورة المهدية والحكم الثنائي
وباندلاع الثورة المهدية ضد حكم الأتراك المصريين انضم أهل الحصاصيصا إليها وبايعوا قائدها محمد أحمد المهدي واشتركوا في الحروب التي خاضها خليفته عبد الله التعايشي في الشرق ضد مملكة الحبشة. وفي تلك الفترة شهدت الحصاحيصا نموا اقتصاديا جعل منها مدينة ميناء نهري على النيل ترسو فيه المراكب الشراعية والقوارب المحملة بالسلع التجارية والحبوب خاصة الذرة ووفدت إليها مجموعات من مختلف أرجاء السودان خاصة من مناطق الشمال للعمل في التجارة والفلاحة فيها.

### الحكم الثنائي
وفي عهد الحكم الثنائي الذي أعقب المهدية كانت المنطقة مسرحاً لمقاومة عرفت بثورة ود حبوبة عندما بدأ عبد القادر ود حبوبة ثورته من قرية المحيريبا بمنطقة الحلاوين القريبة من الحصاحيصا، وقتل فيها المفتش الإنجليزي وذلك في عام 1908 م. وبعد القضاء على الثورة واعتقال ودحبوبة وإعدامه في مدينة ود مدني، قررت إدارة الحكم الثنائي في عام 1909 م، تحويل المركز الأمني في المنطقة من مدينة المسلمية القريبة إلى مدينة الحصاحيصا.
وفي تلك الفترة تم تنفيذ تخطيط عمراني بالمدينة على غرار تخطيط مدينة الخرطوم في شكل العلم البريطاني المتقاطع الصليبين وشمل ذلك الحي الشرقي بالمدينة في عام 1911 م، والسوق في عام 1913 م، وتبع ذلك تشييد عدد من المرافق العامة كالمدرسة الأولية للبنين في عام 1914 م، ثم مدرسة البنات الأولية (الشرقية حالياً) ومنشأة غربال للذرة عام 1923 م، وقد كان لقيام مشروع الجزيرة الزراعي وبناء المنشآت المرتبطة به مثل سد سنار وخط السكة الحديدية الذي يمر عبر الحصاحيصا ليربط المنطقة بشرق السودان حتى ميناء بورتسودان شرقاً، والعاصمة الخرطوم، غرباً دوراً كبيراً في تنمية مدينة الحصاحيصا وتطويرها حيث قامت فيها عدة صناعات مرتبطة بزراعة القطن من حلج للأقطان حيث كان يتم تجمعه في نقاط منها بحر العلوم الحلاوين ومن ثم الي المحالج كما يوجد عصر للبذور وغيرها من الصناعات.

## ما بعد الاستقلال
كانت الحصاحيصا محطة صغيرة إبّان عهد الاستعمار إلا أنها اكتسبت أهمية كبرى بعد استقلال السودان حيث أنشئت بها المصانع ومحالج الأقطان واتسعت رقعتها خصوصا بعد مرور الطريق الرئيسي السريع الذي يربط الخرطوم بميناء بورتسودان، وأصبحت مركزاً إدارياً كبيراً أُلحِقت به مدن معروفة مثل المسلمية وبعض المناطق التاريخية في المنطقة مثل كاربجي والتي أصبحت قرية تابعة لمجلس ريفي مدينة الحصاحيصا والتي تعتبر اليوم المدينة الثانية في ولاية الجزيرة بعد مدينة ود مدني من حيث أهميتها وكبر حجمها. وفي سبعينيات القرن الماضي بنى فيها الصينيون مصنعاً كبيراً لصناعة غزل القطن والنسيج وعرف باسم مصنع الصداقة.

## الطوبغرافيا
تقع الحصاحيصا على الضفة الغربية لنهر النيل الأزرق بمحازاة مجرى النهر على سهل رسوبي منبسط ذو سطح مستوى.

## المناخ
يصنف مناخ الحصاحيصا بأنه مناخ شبه مداري، الحار في فصل الصيف الذي يبدأ في شهر مايو / أيار ويستمر حتى أواخر سبتمبر / أيلول، ويتميز الشتاء بالبرودة حيث تنخفض درجة الحرارة إلى 12 درجة مئوية.
| البيانات المناخية لـ{{{location}}} | البيانات المناخية لـ{{{location}}} | البيانات المناخية لـ{{{location}}} | البيانات المناخية لـ{{{location}}} | البيانات المناخية لـ{{{location}}} | البيانات المناخية لـ{{{location}}} | البيانات المناخية لـ{{{location}}} | البيانات المناخية لـ{{{location}}} | البيانات المناخية لـ{{{location}}} | البيانات المناخية لـ{{{location}}} | البيانات المناخية لـ{{{location}}} | البيانات المناخية لـ{{{location}}} | البيانات المناخية لـ{{{location}}} | البيانات المناخية لـ{{{location}}} |
| الشهر                              | يناير                              | فبراير                             | مارس                               | أبريل                              | مايو                               | يونيو                              | يوليو                              | أغسطس                              | سبتمبر                             | أكتوبر                             | نوفمبر                             | ديسمبر                             | المعدل السنوي                      |
| ---------------------------------- | ---------------------------------- | ---------------------------------- | ---------------------------------- | ---------------------------------- | ---------------------------------- | ---------------------------------- | ---------------------------------- | ---------------------------------- | ---------------------------------- | ---------------------------------- | ---------------------------------- | ---------------------------------- | ---------------------------------- |
| متوسط درجة الحرارة الكبرى °ف       | 77                                 | 79                                 | 77                                 | 81                                 | 91                                 | 91                                 | 86                                 | 82                                 | 86                                 | 86                                 | 82                                 | 77                                 | 83                                 |
| متوسط درجة الحرارة الصغرى °ف       | 55                                 | 59                                 | 63                                 | 70                                 | 75                                 | 77                                 | 64                                 | 63                                 | 63                                 | 63                                 | 59                                 | 55                                 | 64                                 |
| الهطول إنش                         | 0                                  | 0                                  | 0                                  | 0                                  | 0.1                                | 0.2                                | 0.3                                | 0.4                                | 0.2                                | 0.1                                | 0                                  | 0                                  | 1.3                                |
| متوسط درجة الحرارة الكبرى °م       | 25                                 | 26                                 | 25                                 | 27                                 | 33                                 | 33                                 | 30                                 | 28                                 | 30                                 | 30                                 | 28                                 | 25                                 | 28                                 |
| متوسط درجة الحرارة الصغرى °م       | 13                                 | 15                                 | 17                                 | 21                                 | 24                                 | 25                                 | 18                                 | 17                                 | 17                                 | 17                                 | 15                                 | 13                                 | 18                                 |
| الهطول مم                          | 0                                  | 0                                  | 0                                  | 0                                  | 3                                  | 5                                  | 7                                  | 10                                 | 6                                  | 2                                  | 0                                  | 0                                  | 33                                 |
| المصدر: Worldweatheronline         |                                    |                                    |                                    |                                    |                                    |                                    |                                    |                                    |                                    |                                    |                                    |                                    |                                    |

## النشاط الاقتصادي

### الصناعة
تعتبر الحصاحيصا واحدة من أكبر المدن الصناعية في السودان لوجود عدد كبير من المصانع فيها والموزعة على منطقتين صناعيتين كبيرتين، هما المنطقة الصناعية الجنوبية والمنطقة الصناعية الشمالية، وبلغ عددها أكثر من 50 مصنعاً لصناعات مختلفة منها 6 محالج للقطن ومصنع للنسيج وهو مصنع سور للغزل والنسيج (مصنع الصداقة سابقاً) ومطاحن للدقيق أبرزها مطاحن قوز كبرو للدقيق، ومصنع الخميرة، بالإضافة إلى صناعات أخرى تحويلية لإنتاج الزيوت والأعلاف والصابون والحلويات وغيرها.

### الزراعة
تقع المدينة في مشروع الجزيرة الزراعي ويملك بعض سكانها حواشات (حقول) في المشروع، كما يقوم البعض الآخر بممارسة الزراعة التقليدية باستخدام الري الفيضي في الجزر الواقعة على النيل والري بالطلمبات. وهو من أنواع الزراعة في السودان.

### الخدمات المصرفية
توجد في الحصاحيصا فروع لسبعة بنوك منها:
| - بنك الخرطوم - بنك البركة الإسلامي - البنك السوداني الفرنسي | - البنك السوداني السعودي - البنك الزراعي السوداني - مصرف الإدخار والتنمية الاجتماعية - بنك فيصل | بنك المزارع |

### الأسواق والفنادق والمطاعم

#### الأسواق
- السوق الكبير

#### المطاعم والفنادق
توجد في المدينة بضعة فنادق وعدة محلات مشروبات ومطاعم تقدم أنواع مختلفة من الأطبقة بما فيها الأطعمة الشعبية ومنها:
| - كافتيريا الرحمة | - كافتيريا الفردوس | - كافتيريا صابرين | - كافتيريا شيكان | - مطعم الفجر |

## النقل والاتصالات

### الطرق
- الطريق القومي السريع إلى الخرطوم جنوباً ويمر عبر الكاملين وأب عشر والباقير وود الترابي و سوبا
- الطريق القومي السريع إلى مدينة ود مدني جنوباً
- طريق الحصاحيصا الفريجاب ويمتد إلى مسافة 38 كيلومتر (23.6 ميل) من مدينة الحصاحيصا غرباً وحتى قرية الفريجاب، وهو طريق تم تشييده بتمويل أجنبي (إمارة الشارقة) ويمر بقري أم سيالة وأم دليبة وصراصر، ومحلية طابت وقرية وادي شعير
- طريق الحصاحيصا رفاعة ويمتد شمالا إلى الخرطوم بحري وجنوبا إلى ودمدني والولايات الشرقية

وهناك شبكة من الطرق الريفية الجانبية التي تربط القرى والضواحي بمدينة الحصاحيصا.
جدول يبين المسافات بالأبعاد والوقت بين الحصاحيصا وبعض المدن القريبة
| المدينة     | المسافة بالكيلومتر | المسافة بالميل | المسافة بالوقت     |
| ----------- | ------------------ | -------------- | ------------------ |
| الخرطوم     | 120                | 74.5           | ساعة و 49 دقيقة    |
| ود مدني     | 45                 | 27.9           | 40 دقيقة           |
| المناقل     | 65                 | 40.3           | 59 دقيقة           |
| مدينة الكوة | 140                | 86.9           | 2 ساعة و7 دقائق    |
| القضارف     | 238                | 147.8          | 3 ساعات و 36 دقيقة |
| المسلمية    | 20                 | 12.4           | 18 دقيقة           |
| الدويم      | 135                | 83.8           | 2 ساعة             |

### الجسور
جسر الحصاحيصا - رفاعة على النيل الأزرق، الذي يطلق عليه عليه اسم كوبري المشير عمر حسن أحمد البشير.

#### النقل النهري
كانت توجد هناك عبّارة بين ضفتي النهر لنقل الركاب والبضائع بين مدينة الحصاحيصا ومدينة رفاعة على الضفة الشرقية إلى جانب عدد من القوارب الخشبية التقليدية التي يستخدمها المزارعون.

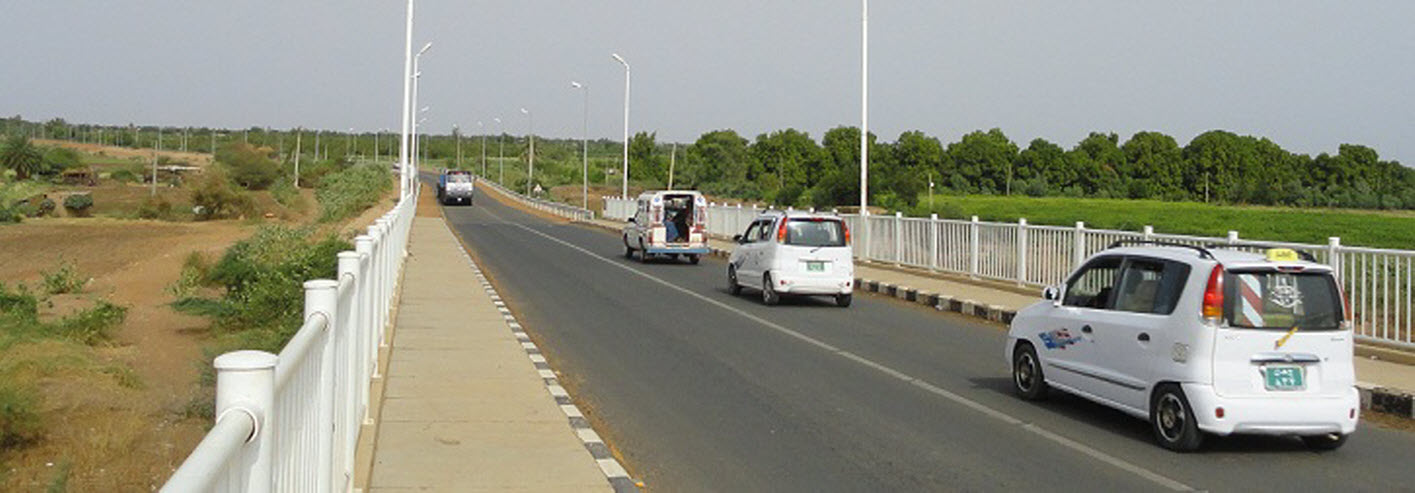
جسر الحصاحيصا – رفاعة، أحد المعالم الحيوية على نهر النيل الأزرق

### السكك الحديدية
تعتبر الحصاحيصا واحدة من المحطات الكبيرة على خط السكك الحديدية الذي يربط الخرطوم بشرق السودان عبر مدينه ود مدني.
وتم ترميم المحطة لتصبح سفريه وتستقبل مسافرين لتتحرك الرحلات منها إلى كل محطات الولاية والي ولاية الخرطوم عبر قطار الجزيرة .

### الطيران
لا يوجد مطار في الحصاحيصا للنقل الجوي ويعتبر مطار ود مدني الذي يبعد عنها بحوالي 46 كيلو متر (28 ميل) هو الأقرب إليها، ورمزه في اتحاد النقل الجوي الدولي أياتا هو KST وفي المنظمة الدولية للطيران المدني إيكاو هو HSKI.

### شبكة الإنترنت
للحصاحيصا عدداً من المواقع الإلكترونية أطلق أولها في يونيو / حزيران 2005 م على الإنترنت، وبهذا تعد الحصاحيصا رابع مدينة في السودان تطلق موقعاً الكترونياً يحمل اسمها، إلى جانب أربع مواقع ومنتديات تواصل اجتماعي ومجلة إلكترونية (الحصاحيصا نت) وموقع المحلية الرسمي.

### شبكة الهاتف وخدمات البريد
تغطي المدينة شبكات الهاتف الأرضي الثابت والجوال ورمز المنطقة الهاتفي هو 541 ومن الخارج يضاف إليه رمز السودان الهاتفي الدولي (249). كما توجد فيها خدمات البريد والرمز البريدي للمدينة هو (2221).

## الفنادق
- فندق الفيصل السياحي.

## الرعاية الصحية
يوجد في محلية الحصاحيصا 12 مستشفى، 6 منها بمدينة الحصاحيصا وتشمل مستشفي عام يضم أقسام للباطنية والجراحة والحوادث، ومستشفى لأمراض النساء والتوليد، ومستشفى للأطفال ومستشفى أسنان ومستشفى للعيون[بحاجة لمصدر]و مشرحة تضم عدد 2 ثلاجة جثامين سعة 12 جثة تم إنشاؤها بواسطة منظمة الحصاحيصا الطوعية وافتتحت بتاريخ 2014/4/12. وهناك 29 مركزاً صحياً في المحلية و 39 صيدلية و 8 نقطة غيار إلى جانب 2 مستشفى بيطري و 6 صيدلية بيطرية.

## التعليم
هناك العديد من المدارس في مرحلة الأساس من بينها مدرسة اللواء الأبيض للبنين ومدرسة زمزم للبنات إلى جانب مدارس المرحلة الثانوية على مختلف أنواعها ومن بينها مدرسة ابن خلدون الثانوية للبنين ومدرسة الطبري الثانوية للبنين ومدرسة الرحمة الثانوية للبنات ومدرسة يوسف حسن الثانوية للبنات ومدرسة الحصاحيصا الصناعية(التي ياتي اليها طلاب من بقية المدن والقرى القريبه).
ويتمثل التعليم العالي في كلية التربية التابعة لجامعة الجزيرة بواد مدني وأكاديمية العلوم الصحية. اضافه إلى كليتين للاقتصاد للاولاد والبنات (جامعة القران الكريم) و جامعة السودان المفتوحة و كلية الحصاحيصا للعلوم الطبية والتكنولوجيا .

## الموقع والمساحة والسكان

### الموقع
تقع محلية الحصاحيصا في الجزء الشمالي من ولاية الجزيرة وتحدها من جهة الشمال محلية الكاملين ومن ناحية الجنوب محلية جنوب الجزيرة ويحدها من الشرق نهر النيل الأزرق ومن الغرب محلية المناقل والقطينة.
وتمتد حدودها الإدارية من قرية ود بلال جنوباً وحتى أبو عشر شمالاً وهي تمثل الحد الشرقي لمنطقة الحلاوين.

### المساحة
تبلغ مساحة محلية الحصاحيصا 3825 كليومتر مربع تشكل 40.2% من مساحة مشروع الجزيرة.

### السكان
تضم الحصاحيصا شأنها في ذلك شأن بقية مدن ومناطق ولاية الجزيرة مجموعات سكانية من مختلف قبائل وإثنيات السودان و لكن يعتبر الحلاوين و الدباسين هم السكان الأصليين للمنطقة إذ أن قرى الحلاوين لوحدها تتجاوز عدد الـ 35 قرية . ويقدر عدد السكان بحوالي 606,389 نسمة.

## [10]الإدارة
تعتبر الحصاحيصا محلية من محليات ولاية الجزيرة وتتبع لها 7 وحدات إدارية هي:
من القرى الكبيرة التابعة لمحلية الحصاحيصا: قرية الولي، ود بهاي، طيبة الشيخ القرشي، مناقزا، شرفت، التميد، دلقا، قرشي، أبوسير، صافيا، كتفية، طيبة القيزان، أبو جويلي، قرية مصطفى، كندوة، نايل أربجى، عمارة أبيد، أم دغينة ود الفادني العيكورة، الصداقة أبو فروع، الطالباب .

### الرياضة
تعتبر لعبة كرة القدم هي الأكثر شعبية في مدينة الحصاحيصا، ولذلك يوجد اتحاد لكرة القدم هو اتحاد الحصاحيصا لكرة القدم، واستاد رياضي يسع لحوالي 3000 متفرج، وتشمل قائمة الفرق والأندية:

النهضة ودشمو
المشعل أربجي
| - الأهلي - المريخ - الشبيبة - الهلال - الموردة - الامتداد النهضة (ودشمو) - الفريجاب - النهضة (الضقالة) - القادسية (الكشامر) - النيل الحصحيصا وهو الأكثر شهرة حيث مثل في الممتاز عدة مواسم | - الهدف (الطالباب) - الأفارقة - السهم - الصداقة - شباب (أم دغينة) - الاتفاق (أم عضام) - الإصلاح - الكامبو | - الأمير (ود السيد) - الشاطئ (أبو فروع) - الوحدة (أبو فروع) - الكواكب (أبو فروع) - التقدم (عمارة ابيد) - الفلاح (ود سلفاب) - الاتحاد (ود الفادني) - أبو جيلي - الأهلي |

## الأحياء السكنية
| - حي الواحة - الحي الشرقي - الحي الأوسط - أركويت - حي الضقالة - حي الصفاء | - المنصورة - أركويت - الكرمك - حي العمدة - حي الزهور - حي العمدة | - حي كريمة - حي الموظفين - المزاد - الحلة الجديدة | - الامتداد - حي فور - الكومبو - الجملونات | - الطائف - ود الكامل - حي الفيحاء - حي الصداقة - حي المايقوما |

## روابط خارجية
- إفتتاح بنك الدم في مدينة الحصاحيصا السودان
- موقع الحصاحيصا دوت نت